# Vladimíra
Vladimíra je staré jméno slovanského původu a ženský ekvivalent jména Vladimír. Podle českého občanského kalendáře slaví svátek 23. května.

## Domácí varianty
Vlada, Vlaďka, Vladěna, Vladuška, Vladěnka.

## Významné osoby se jménem Vladimíra
- Vladimíra Čerepková – česká básnířka
- Vladimíra Dvořáková – česká politoložka
- Vladimíra Klimecká – česká spisovatelka
- Vladimíra Lesenská – česká politička
- Vladimíra Racková – česká diskařka
- Vladimíra Sedláková – česká malířka
- Vladimíra Tesařová – česká sklářská výtvarnice
- Vladimíra Uhlířová – česká tenistka